# Leonora Christina Ulfeldt
Leonora Christina, comtesse Ulfeldt, née comtesse Leonora Christina de Schleswig-Holstein le 8 juillet 1621 au château de Frederiksborg et morte le 16 mars 1698 au couvent de Maribo, est la fille du roi Christian IV de Danemark et de la jeune noble Kirsten Munk.

## Biographie
Le 9 octobre 1636, Leonora Christina épouse, à l'âge de quinze ans, le comte impérial et intendant du royaume Corfitz Ulfeldt.
Elle est connue en littérature danoise pour son autobiographie posthume, Jammers Minde (en), traduite sous le titre Mémoires cachés de la comtesse emprisonnée, rédigée secrètement pendant deux décennies d'isolement dans un donjon royal et qui relate sa version intime des grands événements de l'histoire de l'Europe dont elle a été témoin, entrecoupée de ses ressentiments sur ses malheurs et de sa condition de prisonnière politique.